# Korvus
Korvus, il cui vero nome è Korvus Rook'Shir, è un personaggio immaginario dell'Universo Marvel, creato da Ed Brubaker e Billy Tan. Ha fatto la sua prima apparizione in Uncanny X-Men n. 478 (in Italia su "Gli Incredibili X-Men" n. 204)

## Biografia del personaggio
Secoli fa, un membro della razza Shi'ar di nome Rook'shir riuscì ad imbrigliare una parte del potere della Fenice in una spada, chiamata Spada della Fenice e devastò gran parte dell'Impero Shi'ar. La sua potenza e la sua pericolosità erano tali che per fermarlo fu creata la prima Guardia Imperiale che riuscì sconfiggerlo. Tuttavia, la lama conservò una frazione del suo potere e, in virtù di ciò, poteva essere sollevata solo da un discendente diretto di Rook'shir. L'impero si prodigò per uccidere tutti i suoi discendenti tranne Korvus, il quale venne mantenuto in vita come schiavo del Vice-Cancelliere K'tor, un fedelissimo di D'Ken. In seguito Korvus fu imprigionato nel carcere di massima sicurezza sulla luna di Phygim.

### Ascesa e caduta dell'Impero Shi'ar
Durante la storyline Ascesa e caduta dell'Impero Shi'ar, K'tor inviò Korvus contro i Predoni Stellari in cambio di uno sconto di pena. Gli fu permesso di utilizzare la Lama della Fenice per poter uccidere Marvel Girl che aveva su di sé il marchio della Fenice. Tuttavia, durante lo scontro, le loro mentì entrarono in contatto grazie al potere della Fenice, stringendo fra i due uno stretto legame, che portò Korvus ad allearsi con gli X-Men; il dispositivo sul suo cervello è stato poi disattivato con l'aiuto di Rachel Grey.
Dopo la morte di Corsaro per mano di Vulcan, egli, insieme con Havok, Polaris, Rachel, Ch'od e Raza e diventarono i nuovi Predoni Stellari, scegliendo di rimanere nello spazio Shi'ar per riportare l'imperatrice Lilandra sul trono.

## Poteri ed abilità
Korvus possiede tutti gli attributi fisici superiori tipici della sua razza. Come possessore della Lama della Fenice, Korvus è in grado di volare e sparare raggi di energia attraverso la spada.
La spada inoltre aumenta i suoi naturali attributi fisici.